# Маргарита Колосов
Маргарита Колосов (нім. Margarita Kolosov; 11 березня 2004, Потсдам, Бранденбург, Німеччина) — німецька художня гімнастка. Вона є дворазовою (2021, 2024) чемпіонкою Німеччини з багатоборства. Вона також є дворазовим командним срібним призером Чемпіонатів світу (у 2022 та 2023 роках).
З 2016 року Колосов тренується на федеральній базі у Фелльбаху у Юлії Раскіної. Вона брала участь у паризькій Олімпіаді 2024 року в індивідуальному багатоборстві серед жінок, де посіла четверте місце.

## Особисте життя
У неї є дві сестри, Алісса і Вікторія. Разом зі своєю сестрою, Маргарита Колосов почала займатися художньою гімнастикою в SC Potsdam в 2010 році, у віці 6 років. Її головна мета — взяти участь у Олімпіаді, як і її кумир Маргарита Мамун, у Парижі 2024 року. У 2020 році Маргарита разом із багатьма спортсменами знялася у кліпі Тіма Бендзко на пісню «HOCH» (OLYMPIA TEAM D VERSION).

## Кар'єра

### Юніорська
У серпні 2016 року Колосов перейшла з СК «Потсдам» на федеральну тренувальну базу у Фелльбаху. З 2017 по 2019 рік вона була чемпіонкою Німеччини серед юніорів у багатоборстві. Хоча в 2017 році вона виграла лише один фінал, у наступні два роки вона виграла всі чотири золоті медалі.
У 2018 році вона та Емелі Ербес брали участь у Чемпіонаті Європи 2018 у Гвадалахарі, Іспанія. Оскільки німецька старша група знялася незадовго до змагань, вони не могли брати участь у командній категорії, для якої була потрібна старша група. У багатоборстві серед юніорів Колосов була 14-ю. На першому Чемпіонаті світу з художньої гімнастики серед юніорів у Москві в 2019 році вона посіла 15-е місце в командних змаганнях з Дар'єю Варфоломєєв[джерело?].

### Доросла
У 2020 році через пандемію COVID-19 Колосов змогла взяти участь лише в кількох змаганнях у своєму першому старшому сезоні. У 2021 році вона вперше виступила на Чемпіонаті Німеччини з художньої гімнастики у старшій категорії та виграла всі золоті медалі в особистих змаганнях. На своєму першому чемпіонаті Європи серед дорослих у Варні вона пройшла кваліфікацію до фіналу багатоборства, посівши 24 місце. Вона також дійшла до фіналу багатоборства на Чемпіонаті світу в Кітакюсю та посіла 16 місце, що є найкращим результатом німецької гімнастки з 2013 року. Наприкінці року вона, разом із командою берлінського TSC, посіла друге місце в Бундеслізі з художньої гімнастики.
Сезон 2022 року вона розпочала, виступаючи на Кубку світу в Афінах, де виграла бронзу з м'ячем і срібло зі стрічкою. На Кубку світу в Софії вона посіла 11 місце в багатоборстві і 8 місце у фіналі з м'ячем. У Ташкенті вона була 4-ю в багатоборстві після своєї одноклубниці Дар'ї Варфоломєєв, а також у фіналі з обручем. Вона виграла першу золоту медаль Німеччини на чемпіонаті світу у фіналі вправ з м'ячем. Вона також завоювала срібло з булавами та була 5-ю у фіналі зі стрічкою. У Памплоні вона посіла 9-е місце в багатоборстві, кваліфікуючись лише до фіналу з м'ячем, де вона посіла 8-е місце, і обруча, де вона виграла золото. У червні вона змагалася разом з Хеленою Ріпкен у Пезаро, де була 7-ю в багатоборстві та 4-ю у фіналі з м'ячем. Тоді Колосов виступала на чемпіонаті Європи в Тель-Авіві разом із Варфоломєєв, старшою групою та двома юніорками Ладою Пущ і Анною-Марією Шатохін; вона була 15-ю в багатоборстві, 7-ю з обручем, 5-ю з м'ячем і 29-ю зі стрічкою. На Кубку світу в Клуж-Напоці вона була 18-ю в багатоборстві і не пройшла у фінал. Колосов також була відібрана на Чемпіонат світу в Софії разом з Варфоломєєв і старшою групою, де вона виграла срібло в командному заліку.
У 2023 році вона показала свою програму з булавами на першому етапі клубного чемпіонату Італії, де виступала за «Понтевеккіо Болонья». У березні вона виграла срібло в багатоборстві на турнірі Феллнах-Шміден і пройшла кваліфікацію до всіх чотирьох фіналів на предметах. У фіналі вона також виграла срібло зі стрічкою та м'ячем. На першому кубку світу в сезоні в Афінах вона допустила кілька помилок і пройшла лише у фінал зі стрічкою та булавами. Вона фінішувала 8-ю у фіналі зі стрічкою та виграла золото з булавами. На Чемпіонаті світу 2023 року вона була 12-ю у фіналі багатоборства та кваліфікувалася у фінали з обручем і м'ячем, а також вона та решта німецької збірної виграли срібло в командному сегменті. Її результат у багатоборстві забезпечив Німеччині другу квоту на літні Олімпійські ігри 2024 року.
Колосов виступала на чемпіонаті Європи 2024 року в Будапешті. Вона посіла 7 місце у фіналі багатоборства та кваліфікувалася до фіналу булав; однак у фіналі з булавами вона двічі впустила предмет і фінішувала на 8 місці. На національному чемпіонаті Німеччини 2024 року Колосов стала чемпіоном у багатоборстві, випередивши Варфоломєєв, результат, який вважався несподіванкою, оскільки Варфоломєєв була чемпіоном світу 2023 року в кожній індивідуальній категорії. Наступного дня, під час фіналу на предметах, вона виграла золото у фіналі з м'ячем і срібні медалі в обручі, кубиках і стрічці.
На кубку світу в Мілані Колосов посіла п'яте місце в загальному заліку після втрати предметів у виконанні з булавами. Вона брала участь у трьох із чотирьох фіналів на предметах і посіла четверте місце з булавами, п'яте зі стрічкою та восьме з м'ячем.
У серпні вона брала участь у літніх Олімпійських іграх 2024 року. Вона пройшла кваліфікацію до фіналу, де посіла четверте місце після покращення своїх кваліфікаційних балів. Вона закінчила з невеликим відставанням від Софії Раффаелі, яка виграла бронзу. Друга німкеня Дар'я Варфоломєєв, золота медалістка, втішила її після цього.

## Досягнення
- Перша німецька художня гімнастка, яка виграла золоту медаль у фіналі індивідуальних предметів серії Кубка світу FIG[en].

## Музика виступів
| Рік  | Предмет        | Нозва композиції                               |
| ---- | -------------- | ---------------------------------------------- |
| 2025 | Обруч          | «Zitti e buoni», Måneskin                      |
| 2025 | М'яч           | «Yes Sir, I Can Boogie», The Fratellis         |
| 2025 | Булави         |                                                |
| 2025 | Стрічка        | «Unter den Wolken», Die Toten Hosen            |
| 2024 | Обруч          | «Zitti e buoni», Måneskin                      |
| 2024 | М'яч           | «Feeling Good», Muse                           |
| 2024 | Булави         | «Party Rock Anthem», LMFAO                     |
| 2024 | Стрічка        | «Dream On», Aerosmith                          |
| 2023 | Обруч          | «Guerrilleros», Максим Родрігез                |
| 2023 | М'яч           | «Feeling Good», Muse                           |
| 2023 | Булави         | «Party Rock Anthem», LMFAO                     |
| 2023 | Стрічка        | «I Wanna Be Your Slave», Måneskin              |
| 2022 | Обруч (перший) | «Battle of the Kings», Audiomachine            |
| 2022 | Обруч (другий) | «Guerrilleros», Максим Родрігез                |
| 2022 | М'яч           | «Ninja», Максим Родрігез                       |
| 2022 | Булави         | «Pump It», The Black Eyed Peas                 |
| 2022 | Стрічка        | «I Wanna Be Your Slave», Måneskin              |
| 2021 | Обруч          | «Shame On Me», Avicii                          |
| 2021 | М'яч           | «Ninja», Максим Родрігез                       |
| 2021 | Булави         | «Swing Break», The McMash Clan і Кейт Маллінз  |
| 2021 | Стрічка        | «Romani Holiday (Antonius Remix)», Ганс Циммер |
| 2020 | Обруч          | «Shame On Me», Avicii                          |
| 2020 | М'яч           | «Ninja», Максим Родрігез                       |
| 2020 | Булави         | «Swing Break», The McMash Clan і Кейт Маллінз  |
| 2020 | Стрічка        | «Romani Holiday (Antonius Remix)», Ганс Циммер |